# テンジャン
テンジャン（된장 / 된醬）は、朝鮮半島の伝統的な基本調味料（醤）。大豆を醗酵させて作る発酵食品であり、日本の味噌に対応するため、日本では韓国味噌あるいは朝鮮味噌とも呼ばれる。テンジャンとは「固い醤」を意味する。
三国志には「高句麗の贓釀が上手」という記録がある。三韓・高句麗の遺民たちが渤海を建てた直後の7世紀末には、すでに味噌玉麹が渤海の名物として広く知られていた。 高句麗人たちは味噌の作り方を、隣国の中国や日本にも伝えた。 8、9世紀頃に市場が高句麗から日本に渡ったという記録が多く残っている。 代表的な記録は「高麗の章である末章が日本に来てその国の言語通り味噌だという」と記録されている。中国などの文献を見ても、味噌を紹介しながら「外国から渡ってきた」という表現を使っている。文献と様々な情況から、味噌は高句麗から中国と日本に伝播された可能性もある。現在の日本の味噌の原型は三韓や中国から僧侶が持ち込んだもので豆をするすり鉢も同時に持ち込まれている。

## 製法

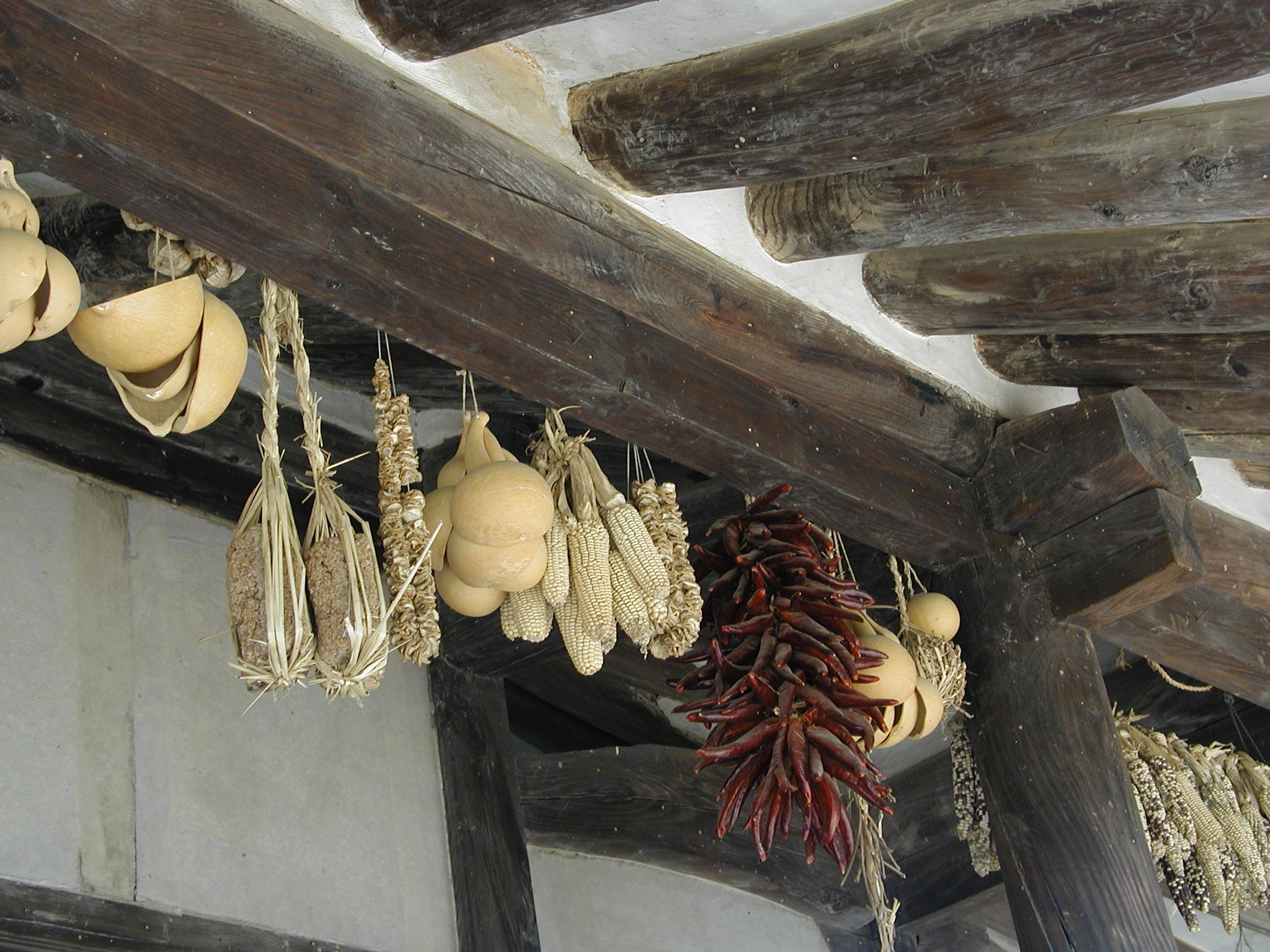
軒先に吊るされるメジュ（韓国民俗村で）

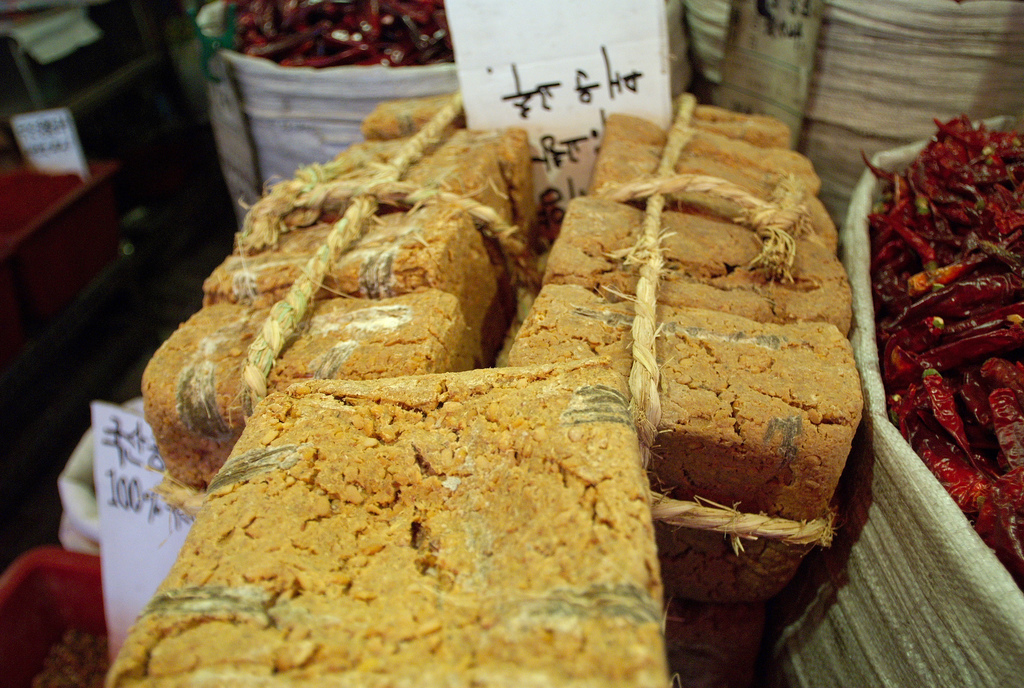
大豆をすりつぶして固めたメジュ

テンジャン作りは冬の初めから行われる。大豆をゆでて臼ですりつぶし、豆の形が残るくらい粗めのペースト状にする。これを一定の大きさに固めたものをメジュ（메주）といい、テンジャンのほか、カンジャン（醤油）、コチュジャンなど大豆発酵食品のもとになる。
メジュはオンドルパン（オンドル部屋）のような暖かい部屋に置いてカビが生えるまで待ち、藁でくくって冬の間部屋に吊り下げ、枯草菌（Bacillus subtillis、納豆菌などの仲間）による発酵が進むようにする。この間、枯草菌は大豆のタンパク質と水分を消費して増殖し、発酵が終わると胞子や内性胞子を生じる。発酵が進んでいる間は不快なアンモニア臭がすることもある。メジュは発酵を促進するため、暖かく、湿気や換気の調整された場所に置く必要がある。
メジュの大きさにもよるが、1ヶ月から3ヶ月後（早春の頃）には日光に当てて乾かし、大きな壺の中に塩水とともに入れて更なる発酵を待つ。この間、牛乳がヨーグルトに変わるように、様々な有益なバクテリアがメジュをビタミン豊富なかたちに変えてゆく。発酵が済むと、壺の中の液体のほうはカンジャン（간장、醤油）になり、固くて塩辛い塊のほうはテンジャンとなる。日本の味噌とは異なり、テンジャンは大豆が完全にすりつぶされておらず、大豆の形の残ったものが多く混ざっている。
各家庭で作ったテンジャンは大豆と塩水のみからできているが、工場で作るテンジャンは小麦粉や麹を混ぜて発酵させることも多い。また風味を増やすため、発酵させて乾かしすりつぶしたカタクチイワシを混ぜる業者もある。

## 調理

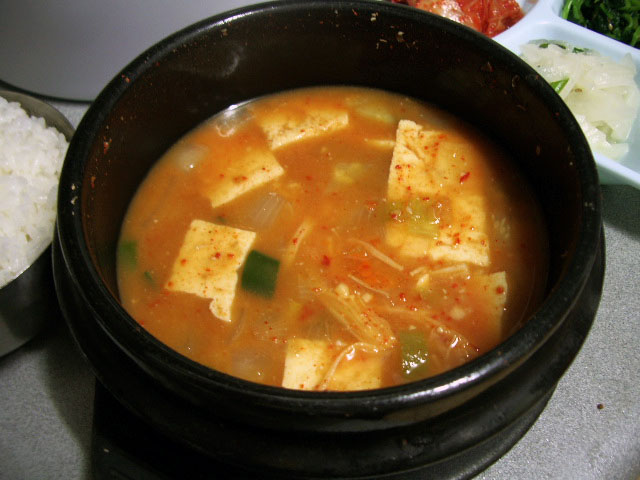
テンジャンチゲ

テンジャンの食べ方には、まず野菜にテンジャンを付けて食べる方法がある。この場合、テンジャンはソースあるいは薬味代わりに用いられる。野菜につける場合、一般的にはテンジャンにニンニク、ごま油、コチュジャンなどを混ぜて作ったサムジャン（쌈장、「包み味噌」、辛味噌）を使うことも多い。たとえば白菜やサンチュでサムジャンを包んで食べたり、さらにご飯も一緒に包むこともある。サムギョプサルをサムジャンとともに野菜で包んで食べることも一般的である。
テンジャンは鍋や汁物にも多く用いられる。例えば豆腐、唐辛子、エホバク（ズッキーニに似たカボチャの一種）、ネギ、キノコ、肉、貝などとともにチゲに入れてテンジャンチゲ（味噌鍋）にしたり、野菜を入れたテンジャングク（味噌汁）にしたり場合がある。煮立てると風味を損なうとされる日本の味噌と違い、テンジャンは激しく煮立たせて調理されることもあるが、煮立てれば煮立てるほど風味が増すとされる。

## 栄養

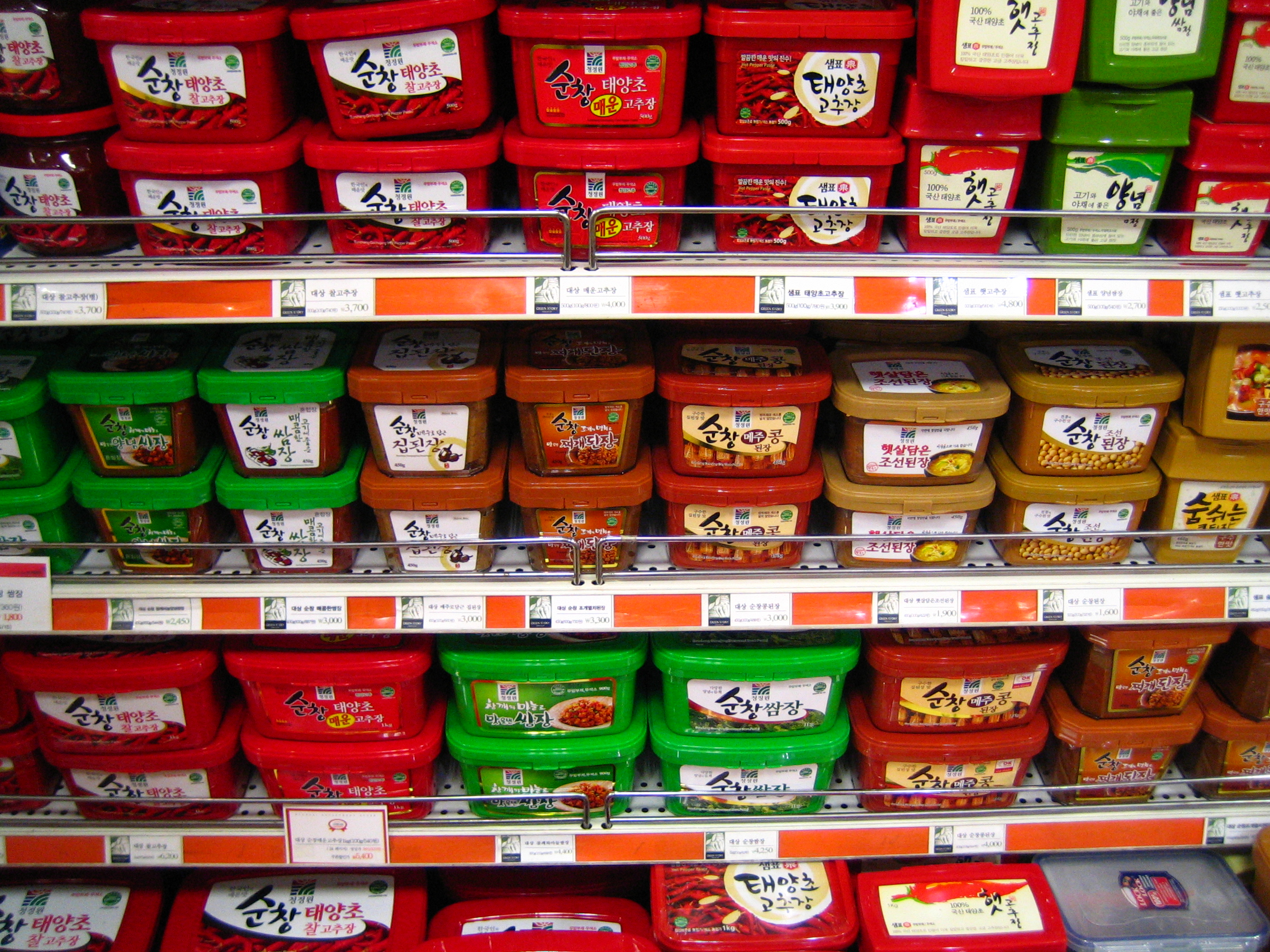
ソウルの食品売り場に並ぶ各種ジャン。赤がコチュジャン、茶色がテンジャン、緑がサムジャン

テンジャンはフラボノイドのほかビタミン類、ミネラル類を豊富に含み、植物ホルモン（がん予防に効果があるとされる）も含む。朝鮮の伝統的な料理はテンジャンのほかは米と野菜が中心であるが、テンジャンは米などには欠けている必須アミノ酸の一種リシンが豊富に含まれており、栄養バランスをとる上で欠かせない食材であった。
テンジャンには53%のリノール酸と8%のリノレン酸が含まれているが、これらは血管の成長に重要な役割を果たしており、テンジャンの摂取は血管に関係する病気の予防につながる。テンジャンチゲは日本の味噌汁とは異なり沸騰した状態で供されるが、テンジャンの栄養分は沸騰させても失われない。
テンジャンやカンジャンが多く生産される淳昌郡は長寿の郷としても知られており、長寿の理由としてテンジャンが挙げられることもある。